# Alekszej Grigorjevics Scserbatov
Alekszej Grigorjevics Scserbatov orosz gyalogsági tábornok, főhadsegéd, a napóleoni háborúk egyik szereplője, Moszkva főkormányzója.

## Élete és pályafutása
Moszkvai hercegi családból származott. 1782. április 10-én a Szemjonovszkojei testőrezredben kezdte katonai pályáját, 1792-ben zászlós lett. 1799. április 5-én ezredessé léptették elő, 1800. október 27-én Tyenginszki muskétás ezred vezérőrnagyává nevezték ki, de 1804. szeptember 23-án belpolitikai okok miatt visszavonult.
Az aktív katonai szolgálatba 1805. szeptember 4-én tért vissza, ekkor kinevezték a Kosztromai muskétás ezred élére. Részt vett a franciák elleni hadműveletekben 1806-1807-ben és a Gołyminért folytatott harcokban tüntette ki magát, ezért 1807. január 29-én megkapta a Szent György-rend negyedik fokozatát. 
1807 márciusában, egy tartalék csapattal Danzigba érkezett, és segített megvédeni a várost a franciák ellen. 1809-ben és 1810-ben a törökök ellen harcolt a Dunánál, és itt súlyosan megsebesült a mellkasán Sumla ostroma alatt.
1812-ben a 18. hadosztály parancsnoka a 3. tartalék hadseregből (1812. szeptember 18-án, az egyesülés után a dunai hadsereg néven vált ismertté). Részt vett a harcokban a Bresztnél, Kobrynnál és Gorodecsnónál. A boriszovi és sztugyenkai csatában tanúsított kiemelkedő teljesítményéért 1812. november 22-én megkapta a Szent György rend harmadik fokozatát. 1813. május 23-án előléptették altábornaggyá. 1813. tavaszán részt vett Thorn ostrománál vívott harcokban, később Königswartnál és Bautzennél, az utóbbiban súlyosan megsebesült.
Az 1813-as hadjárat második felében a sziléziai hadsereg 6. gyalogsági hadtestét vezette, és kitüntette magát a harcokban Katzbachnál és Levenbergnél, amely szétzúzta Jacques Pierre Louis Puthod francia tábornok hadosztályát, ezért a Szent Alekszandr Nyevszkij-érdemrendet érdemelte ki. A lipcsei csatáért arany kardot kapott gyémánttal díszítve. 1814-ben, Brienne-nél 28 ellenséges ágyút ejtett zsákmányul és 3000 foglyot, ezért 1814. január 17-én megkapta Szent György rend második fokozatát. Részt vett Soissons ostromában és a Párizsért folyó harcokban. A napóleoni háborúk után a 18. hadosztályt vezette, 1816. április 9-én a 6. gyalogsági hadtest parancsnokává nevezték ki.
Különböző pozíciókat töltött be  a gyalogságnál: 1816. augusztus 30-án főhadsegéd lett, 1823. december 12-én gyalogsági tábornok, 1824. november 25-én kinevezett parancsnoka 4. gyalogsági hadtestnek, majd 1826. szeptember 16-án a 2. gyalogsági hadtest élére került. 1831-ben kinevezték a Kosztromai gyalogezred vezetőjének.

## Fordítás
- Ez a szócikk részben vagy egészben  a(z)   Щербатов, Алексей Григорьевич című orosz Wikipédia-szócikk fordításán alapul.  Az eredeti cikk szerkesztőit annak laptörténete sorolja fel. Ez a jelzés csupán a megfogalmazás eredetét és a szerzői jogokat jelzi, nem szolgál a cikkben szereplő információk forrásmegjelöléseként.